# Tapacul d'Ancash
El tapacul d'Ancash (Scytalopus affinis) és una espècie d'ocell de la família dels rinocríptids (Rhinocryptidae).

## Hàbitat i distribució
Habita el sotabosc i zones amb roques als Andes occidentals del Perú.